# Безшапошников, Вячеслав Николаевич
Вячеслав Николаевич Безшапошников — советский хозяйственный и государственный деятель, лауреат Государственной премии СССР за выдающиеся достижения в труде.

## Биография
Родился в 1938 году в Коломне. Член КПСС.
Окончил Коломенское СПТУ-30.
В 1954—1998 годах — фрезеровщик, бригадир фрезеровщиков механического цеха корпусных деталей Коломенского завода тяжелого станкостроения Министерства станкостроительной и инструментальной промышленности СССР / ФГУП «Коломенский завод тяжёлого станкостроения».
В 1974 году завоевал звание «Лучший фрезеровщик Минстанкопрома». Ударник 9-й пятилетки, мастер высокого качества.
За высокую эффективность и качество работы в машиностроительном производстве на основе комплексного совершенствования трудовых процессов был в составе коллектива удостоен Государственной премии СССР за выдающиеся достижения в труде 1980 года.
Жил в Коломне.

## Награды
- Орден Октябрьской Революции (1986)
- Орден Знак Почёта (1974)